# Matheny
Pour les articles homonymes, voir Matheny (homonymie).
Matheny est une census-designated place américaine située dans le comté de Tulare dans l'État de Californie. En 2010, sa population était de 1 212 habitants.

## Démographie
| 2010  | - | - | - | - | - |
| ----- | - | - | - | - | - |
| 1 212 | - | - | - | - | - |

## Source de la traduction
- (en) Cet article est partiellement ou en totalité issu de l’article de Wikipédia en anglais intitulé « Matheny, California » (voir la liste des auteurs).